# Зимовий палац (Біла Церква)
Зимовий палац Браницьких — пам'ятка цивільної архітектури у місті Біла Церква. Збудований у 1796 р. як житлове зимове приміщення поміщиків Браницьких, а влітку графи жили в літньому палаці парку "Олександрія" (цей палац не зберігся). Розташована в центральній частині міста, будівля є одним з яскравих зразків палацового будівництва в Україні. Розташовується на Олександрійському бульварі, 7.

## Особливості будівлі

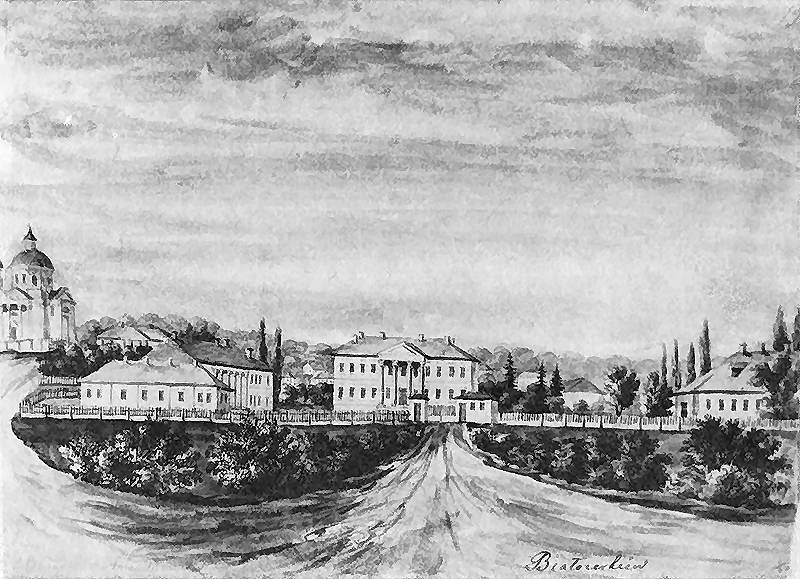
Малюнок Наполеона Орди «Костьол Іоанна Хрестителя та палац Браницьких».

Будівля виконана в стилі строгого класицизму. Її двоповерховий об'єм відрізняється підкресленою пластичністю, геометричною визначеністю мас. Стіни прорізані прямокутними вікнами, поверхи розділені профільованою тягою. Перекриття плоскі. Вхідна частина парадно виділяється чотириколонним іонічним портиком, що додає будівлі певної урочистості.

Пам'ятна таблиця Гаркуші М. А. на корпусі будівлі

Споруда чотирикутна в плані, дерев'яна, тинькована, двоповерхова з боку фасаду і триповерхова з тильної сторони. Вона має великий кам'яний підвал, який використовувався для зберігання вина та продуктів. Інтер'єр прикрашений ліпними карнизами. Первісне анфіладне розташування приміщень не збереглося; нинішнє внутрішнє планування — коридорне.

## Використання будівлі
Певний час в палаці розміщувався музей зброї Браницьких, наприкінці XIX століття — комісарія або головне управління маєтком Браницьких. У 20-х роки XX століття в цьому будинку розміщувались районні партійні організації. У 1930–1941 роках у будівлі зимового палацу був райком КПУ; у 1941–1944 роках — німецький військовий шпиталь; у 1944–1949 роках — спецшпиталь № 2686 для німецьких військовополонених. Від 1950-х до 1969 року будівля зимового палацу використовувалася райвиконкомом та районним комітетом народного контролю. У 1956 році вона була взята під охорону державою і внесена до списку пам'яток архітектури. Нині в приміщенні зимового палацу розташовані школа мистецтв № 1 і районний архів.

## Відомі відвідувачі
У 1823 р. у зимовому палаці перебував Філіп Вігель — відомий мемуарист, чиновник канцелярії Новоросійського краю.

## Галерея

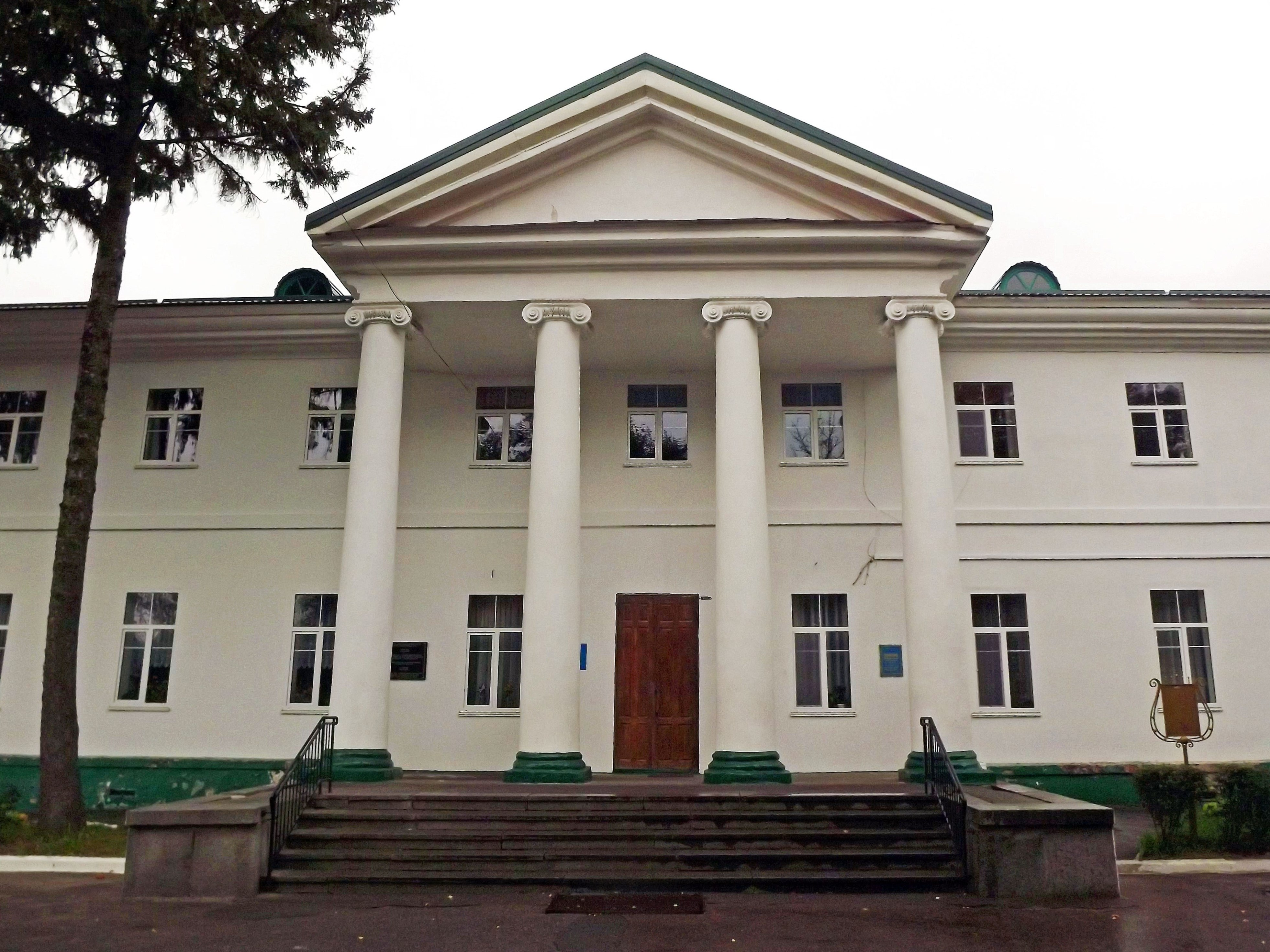
Фасад Зимового палацу
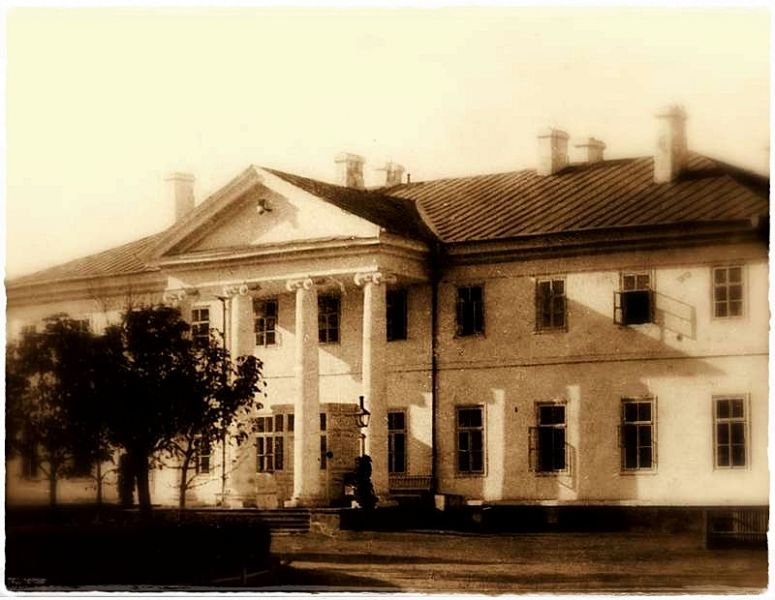
Старе фото з правого боку
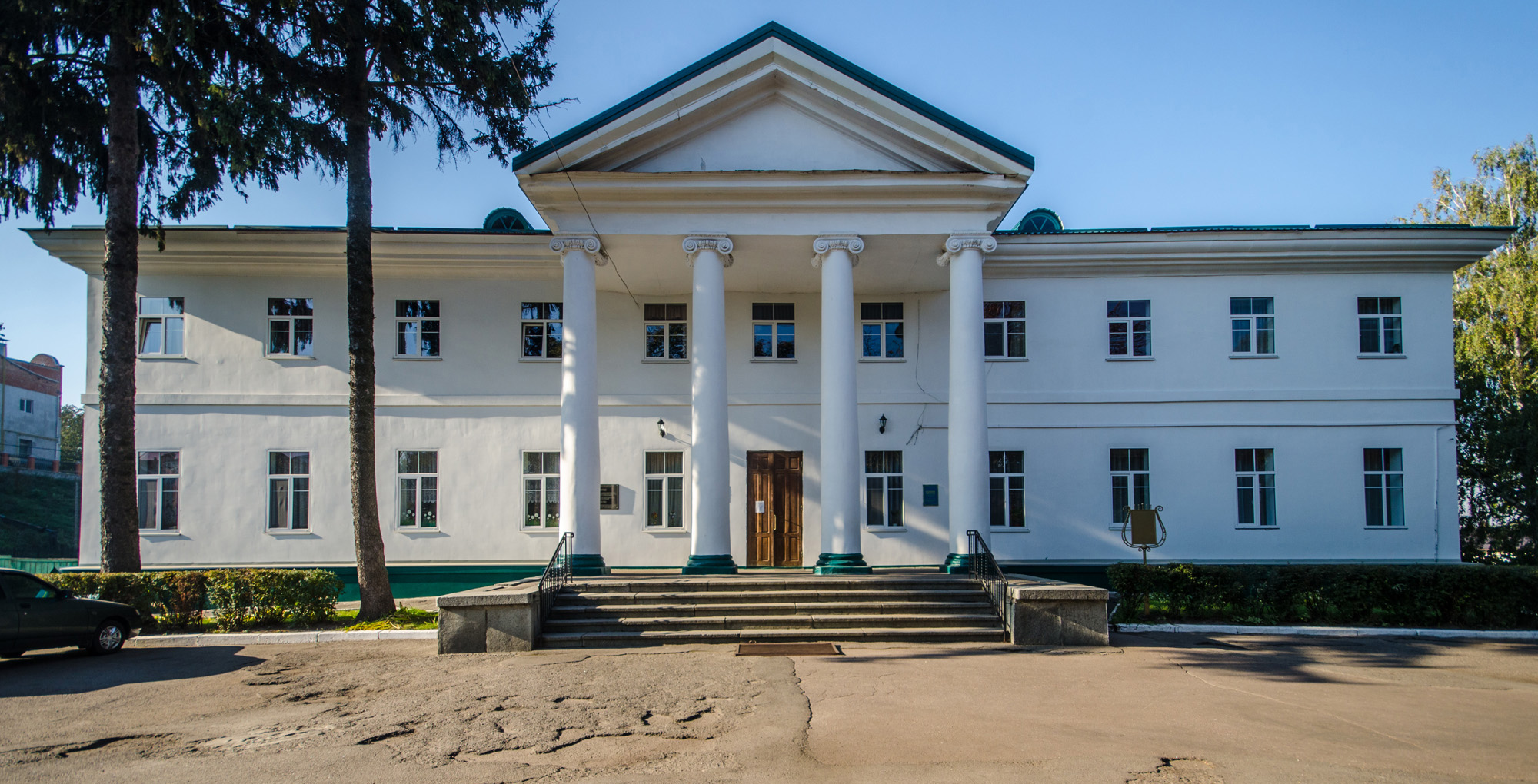
Вигляд зблизька
Пам'ятна дошка Ружі Чацькій, яка народилась у приміщенні Зимового палацу